# ムンム
ムンム（Mummu）は、淡水を司る原初の神アプスーと塩水を司る原初の神ティアマトの補佐役として登場する神である。シュメール・バビロニア人の工芸の神である。また、神話のテキストの中では「深きもの」として触れられている箇所もある。
古代シュメール語では、ムンムという語は「目覚めたもの」と解釈される。彼は古代の神々の支配者であり、科学技術・数学・抽象的概念をメソポタミア人にもたらしたとされる。
大衆文学においては、ロバート・シェイとロバート・アントン・ウィルソンのイルミナティ3部作（The Illuminatus! Trilogy）において、ムンムについて「純粋な混沌の精髄」（The Spirit of Pure Chaos）と述べられている。